# Faidón
Faidón (starořecky Φαίδων) je Platónův dialog, který líčí poslední den Platónova učitele a přítele Sókrata, jenž – odsouzen na smrt za bezbožnost a kažení athénské mládeže a čekající v žaláři na podání číše bolehlavu – strávil tak, že se svými přáteli rozmlouval o nesmrtelnosti duše, která se tak stává tématem dialogu.

## Děj
Echekratés z Fliúntu si žádá na Faidónovi z Elidy, aby vyprávěl o posledním dnu Sókrata, kterého byl přímým svědkem. Faidón, jenž si dle svých slov na Sókrata vždy rád zavzpomíná, souhlasí.
Faidón své vyprávění počíná vykreslením atmosféry, která v onen den panovala v Sókratově cele. Vzpomíná na nezvyklou směs libosti a zármutku, již – stejně jako ostatní přítomni - pociťoval. Vzpomíná na pocit, který byl na jedné straně zapříčiněn vědomím přítelovy blízké smrti, na druhé vznešenými řečmi, jež se v ten den vedly.
Vše to začalo, když si Sókratés položil řečnickou otázku, zda jsou nějaké řeči, které by odsouzenci na smrt slušely více, než ty které zkoumají cestu na onen svět a které o této cestě vyprávějí?
První, co přichází na přetřes, je otázka sebevraždy. Sókratés věc nahlíží tak, že lidé jsou k bohům v podobném poměru jako čeleď k pánům. Člověk je majetkem bohů, stejně jako je čeledín majetkem pánů. A stejně jako se pán hněvá, když si čeledín vezme život, hněvají se i bohové. To je tedy důvod, proč člověk nesmí sám sebe usmrtit. Nadto je tu však důležitý zákon, v kterém platí, že člověk nesmí sám sebe usmrtit, dokud mu není bohy naznačeno, že je nutné, aby zemřel.
Sókratés naznačil, že filosof by měl svět opouštět s úsměvem na rtech, bezmála se na smrt těšit. S tím však nesouhlasí Kebés a Simmias. Argumentují tím, že bohové jsou nejlepší páni, že je nerozumné těšit se na den, kdy jim přestaneme sloužit. Rozumnému by dle nich slušelo, aby se v poslední den smutnil.
I Sókratés uznává, že pokud by smrt znamenala konec, bylo by rozumné smutnit, avšak jelikož věří, že se mu na onom světě dostane největšího dobra, nesmutní a ani se smrti neděsí.
Konstatuje, že ti, kteří správně pochopili filosofii, se nezabývají ničím jiným než umíráním a smrtí, proto by bylo zvláštní, kdyby tito v posledních hodinách života, smutnili nad něčím, čemu věnovali celý svůj život. Toto konstatování vyvolá debatu, v jakém smyslu jsou opravdoví filosofové ztraceni pro život a v jakém smyslu zasluhují smrti a jaké smrti?
První otázka zní, co je smrt? Odpovědí je, že smrt je odloučení duše od těla. A následují další otázky. O co se zajímá pravý filosof, co je předmětem jeho zájmu? Rozkoše plynoucí z dobrého jídla a pití, rozkoše lásky, zkrášlování zevnějšku? Ne! Sókratés a jeho druzi konstatují, že hodnověrný filosof odhlíží od těla a předmětem jeho zájmu je duše. Proto se svému okolí může jevit jako mrtvý.
Další otázkou je, jakou úlohu hraje tělo v nabývání moudrosti? Pomáhá, překáží? Panuje shoda, že tělesné smysly jako zrak a sluch nejsou přesné a mohou nás klamat. Je to rozum (část duše), který nechávaje tělo být za sebou, poznává. Pravý filosof toužící po skutečném poznání (po poznání dobra o sobě, spravedlnosti o sobě, krásna o sobě), k tomuto poznání tělo nepotřebuje, ba naopak, je mu na škodu.
Z toho Sókratovi plyne, že moudrosti buď nelze dosáhnouti vůbec, nebo až ve stavu, kdy bude duše oddělena od těla, kdy nebude nakažena jeho přirozenosti (žádostmi a nedostatkem), totiž ve smrti. Proto se Sókratés ke konci upíná s naději, že po smrti – očištěn filosofii - konečně spatří Pravdu, o kterou celý život usiloval. Tento životní postoj spojuje Sókratés se skutečnou statečností a uměřeností.
Kebés souhlasí s tím, že je to nádherná vize, ale poznamenává, že není jisto, zda duše poté, kdy se odloučí od těla, i nadále existuje. Poukazuje na to, že si někteří myslí, že hyne spolu s tělem. Tím si na Sókratovi žádá mínění o nesmrtelnosti duše.
První z důkazů nesmrtelnosti duše je vyargumentován na vzniku opačného z opačného. Tak jako větší vzniká z menšího, menší z většího, spravedlivé z nespravedlivého, nespravedlnost ze spravedlnosti, bdění ze spánku a spánek z bdění, tak se živé mění v mrtvé a mrtvé v živé. Bez tohoto by ve světě nebyla rovnováha.
Druhý z důkazů říká, že pokud platí, že učení se je rozpomínání se (anamnésis), musí být duše nesmrtelná. Teorie anamnésis totiž předpokládá duše, které už kdysi (před životem) kdesi cosi (totiž ideje) nahlíželi.
Takto Sókratés dokázal, že duše jsou před životem (narozením), Kebés však stále není přesvědčen, že je i po životě (po smrti). K tomu Sókratés přichází s tezí, že existují věci složené a věci nesložené, přičemž věci nesložené jsou věčné, neměnné, v každém okamžiku totožné samy se sebou. Složené jsou měnící se. Dá se i říct, že věci složené jsou viditelné (smyslově vnímatelné), nesložené neviditelné (rozumem uchopitelné). Tak je tělo viditelné a duše neviditelná. Tím spadá k rodu nesloženého, věčně existujícího, božského.
Sókratés už jednou řekl, že pouze vycvičené duše, rezignující na tělesnost se po smrti dostanou do kontaktu s božským. Ne tak jiné. Duše pošpiněné tělesností budou bloudit po světě, nespravedlivé a tyranské duše na sebe vezmou v příštím životě podobu vlků, jestřábů či supů, duše poddajné podobu vos či včel.
Tím by Sókratův výklad mohl skončit, neobjevit se námitka, že duše je něco jako harmonie. Simmias klade podobnost s lyrou. Tak pokud jsou přetrženy struny lyry, harmonie zaniká. A druhá námitka. Kebés, jenž uznal, že duše po smrti přežívá, se pak bojí, že duše, která vystřídá mnoho těl, po tom, co opustí to poslední, co si projde koloběhem inkarnací, definitivně zanikne.
Proč nemůže být duše něco jako harmonie? Simmias Sókratovi odsouhlasil, že duše se rozpomíná, že byla před tělem. Kdyby duše byla něco podobného harmonií, nemohla by být před tělem, musela by být jeho důsledkem, projevem. Duše nenásleduje po těle, nýbrž ho vede, usměrňuje.
Kebét je vyvrácen tak, že duše je nositelkou živého. Nemůže v sobě pojmout smrtelné. Stejně jako liché v sebe nemůže pojmout sudé. Tím se duše stává nesmrtelnou.
Poslední, o co se Sókratés podělí před vypitím jedu je jeho vize onoho světa. V tomto výkladu rezignuje na rozumový výklad a přidržuje se mýtu.